# آدم سورينسن
آدم سورينسن (بالدنماركية: Adam Sørensen)‏ هو لاعب كرة قدم دنماركي، ولد في 11 نوفمبر 2000 في الدنمارك في مملكة الدنمارك. لعب مع نادي لينغبي.

## وصلات خارجية
- آدم سورينسن على موقع اتحاد النرويج (النرويجية)
- آدم سورينسن على موقع قاعدة بيانات كرة القدم.إي يو (الإنجليزية)
- آدم سورينسن على موقع Soccerway.com (الإنجليزية)